# توبیاس دام
توبیاس دام (انگلیسی: Tobias Damm؛ زادهٔ ۳۰ اکتبر ۱۹۸۳) بازیکن فوتبال اهل آلمان است.
از باشگاه‌هایی که در آن بازی کرده‌است می‌توان به باشگاه فوتبال ماینتس ۰۵ اشاره کرد.